# 유영익
유영익(柳永益, 1936년 4월 9일~2023년 7월 26일)은 대한민국의 역사학자이다. 2013년 9월 박근혜 대통령이 임명한 국사편찬위원회 위원장이다.

## 학력
- 서울고등학교
- 서울대학교 문리과대학 정치학과 문학사
- 하버드대학교 인문대학원 역사·동아시아언어학과 문학석사
- 하버드대학교 인문대학원 역사·동아시아언어학과 문학박사

## 경력
휴스턴 대학교 역사학과 조교수·부교수를 지내다 귀국해 고려대 사학과 교수, 한림대 사학과 교수, 스탠퍼드대 역사학과 객원교수, 한림대 부총장, 연세대 국제학대학원 한국학 석좌교수, 한동대 국제개발협력대학원 석좌교수, 한일역사공동연구촉진위원회 운영위원, 국사편찬위원회 위원, 제12대 국사편찬위원회 위원장 등을 역임하였다.

## 수상내역
하성학술상, 성곡학술문화상, 경암학술상 등을 수상하였다.

## 주요저서
- 갑오경장 연구(1990)
- 한국인의 대미인식(1994)
- 이승만의 삶과 꿈(1996)
- 수정주의와 한국현대사(1998)
- 이승만 연구(2000)
- 젊은 날의 이승만(2002)
- 이승만 대통령 재평가 (2006)
- 건국 대통령 이승만, 일조각, 2013. ISBN 9788933706503

이승만 정부 하에서 다져진 교회의 기반은 1960년대 이후 남한이 아시아 굴지의 기독교 국가로 부상하는 도약대가 됐다. 이는 로마제국의 기독교화에 기여한 콘스탄티누스 대제의 공적에 비견된다.

이승만의 대한민국 건국은 하느님과 밤새도록 씨름한 끝에 드디어 하느님의 축복을 받아낸 구약성경의 야곱의 이야기를 연상시키는 위업임이 틀림없다.

## 같이 보기
- 정연주 (1946년)